# Anthonie Heeres Sioertsma

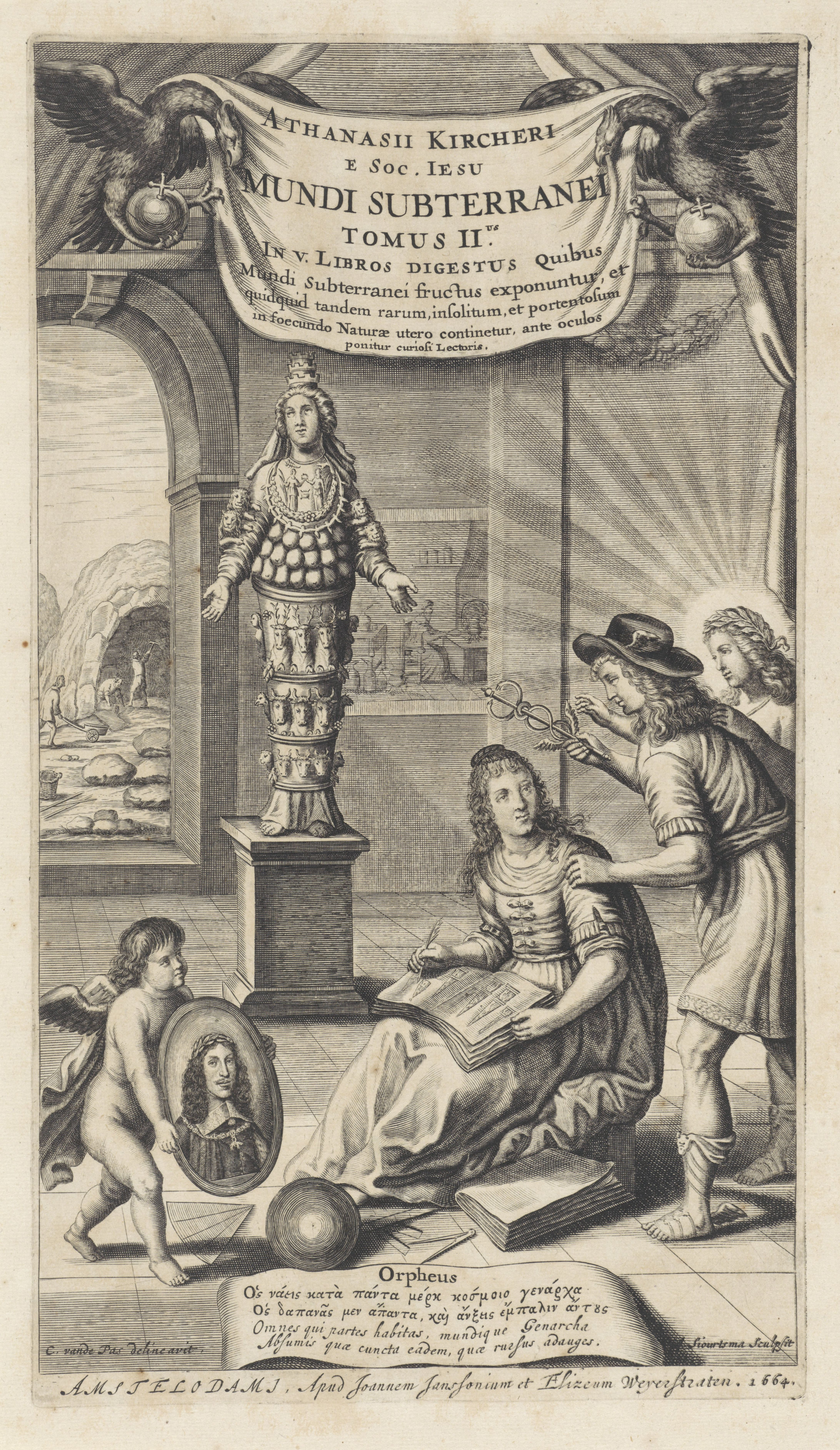
Mundus subterraneus

Anthonie Heeres Sioertsma, o Anthonij Sioertsma o Anthonie Sivertsma o Anthonie Siortsma o Anthonie Sioerdtsma o Anthonie Siourtsma (Bolsward o Amsterdam, 1625 o 1626 – 1662 (dopo il 1662)), è stato un incisore e pittore olandese del secolo d'oro.

## Biografia
Allievo di Crispijn van de Passe II, operò ad Amsterdam tra il 1650 e il 1662. In questa città si sposò e fu battezzata la figlia Lijsbeth l'8 novembre 1654, come risulta dai registri relativi, in cui è citato come Anthonij Siortsma.
Si specializzò nell'esecuzione di ritratti. Tra le sue opere, i ritratti di Guglielmo III d'Inghilterra a cinque anni, mentre, in abbigliamento infantile, gioca con un leone, un tavolo e una corona di marchese, di Hendrik Geldorp, morto nel 1652, di Carpar de Carpentier, predicatore di Amsterdam e del vice ammiraglio Pieter Floriszoon. Incise, inoltre, il frontespizio del secondo volume di Mundus Subterraneus di Athanasius Kircherus (Amsterdam, 1678) e la tomba di Jan van Galen nella Nieuwe Kerk di Amsterdam.